# Claudia Mancina
Claudia Mancina (Treviso, 3 novembre 1947) è una politica, filosofa e storica della filosofia italiana.

## Biografia

### Famiglia e studi
Ha compiuto gli studi superiori a Lecce, nello storico Liceo classico Palmieri. Si è poi trasferita a Roma, dove ha studiato Filosofia alla Sapienza, laureandosi con lode con una tesi sul pensiero di Louis Althusser, relatore Emilio Garroni. Negli anni successivi ha proseguito gli studi sul marxismo, in particolare Gramsci, pubblicando saggi su diverse riviste. Nel 1981 è diventata ricercatrice in Storia della filosofia moderna e contemporanea, collaborando con la cattedra di Nicolao Merker. 

### Attività professionali
Dal 1975 al 1982 ha fatto parte della redazione della rivista Critica marxista, venendo a contatto con filosofi come Cesare Luporini, Nicola Badaloni, Biagio De Giovanni, che hanno avuto molta influenza sul suo pensiero.
Nel 1982 ha iniziato a collaborare con l'Istituto (poi Fondazione) Gramsci, prima come co-direttore (insieme a Remo Bodei) della sezione di filosofia, poi come vice-direttore. 
Nel frattempo i suoi interessi si sono spostati su temi come la famiglia, l'etica femminista, la teoria della giustizia, il rapporto tra religione e politica.

### Attività istituzionale e politica
Nel 1986 è stata eletta nel Comitato centrale del Pci. È stata parte attiva della campagna delle donne comuniste "Dalle donne la forza delle donne" diretta da Livia Turco. Nel 1989, al momento della svolta della Bolognina, si è schierata decisamente con Occhetto. Nel 1990 è stata eletta nella Direzione del Partito. Successivamente è stata nella Direzione del Pds, e dal 1994 al 1996 nella segreteria.
Nel 1992 è stata eletta alla Camera dei deputati per l'XI Legislatura. Ha fatto parte della VII commissione (Cultura, scienza e istruzione).
È stata rieletta nel 1996 (XIII Legislatura). Ha fatto parte della I Commissione (Affari costituzionali), della Commissione parlamentare per le riforme costituzionali (Bicamerale D'Alema), della Delegazione parlamentare presso il Consiglio d'Europa.
Principali proposte di legge presentate:
- MANCINA ed altri: Norme sulla democrazia interna dei partiti, sulla selezione delle candidature e sul finanziamento 
Atto C.5326 del 20 ottobre 1998
- MANCINA ed altri: PROPOSTA DI LEGGE COSTITUZIONALE: Modifica all'articolo 51 della Costituzione, in materia di accesso agli uffici pubblici e alle cariche elettive Atto C.5758 del 2 marzo 1999

### Attività accademica
Nel 2001, alla fine della legislatura, è tornata all'attività accademica. Nel 2005, vinto il concorso in Filosofia morale, ha preso servizio come professore associato di Etica dei diritti (poi Etica) presso il Dipartimento di Filosofia della Sapienza, dove ha continuato a insegnare fino al pensionamento, nel 2017.
Nel 2005 e nel 2009 è stata visiting scholar rispettivamente alla Tufts University e alla Columbia University.

### Altre attività
Fa parte della Fondazione Gramsci, della Fondazione PER, della Scuola di politica della Fondazione Salvatore, dell'associazione Libertà eguale e dell'associazione di Studi ebraico-tedeschi.
Dal 2007 al 2011 è stata membro del Comitato nazionale per la Bioetica.
Ha scritto come opinionista su vari giornali, dall'Unità alla Stampa, al Riformista, al Mattino.
Attualmente collabora a Linkiesta.

## Opere

### Saggi
- La famiglia. Roma, Editori Riuniti, 1981
- Differenze nell'eticità: amore, famiglia e società civile in Hegel, Napoli, Guida Editori, 1991
- Oltre il femminismo. Le donne nella società pluralista, Bologna, Il Mulino, 2002
- La laicità al tempo della bioetica, Bologna, Il Mulino, 2009
- Berlinguer in questione, Bari, Laterza, 2014

- Bioetica riformista oltre la libertà di coscienza, in:  Giovanni Matteoli (a cura di), Le riforme dei riformisti, introduzione di Enrico Morando e Michele Salvati, Roma, Edizioni Riformiste, 2005, SBN TO01395655.

### Curatele
- Marx e il mondo contemporaneo, Roma, editori riuniti, 1986
- Bioetica, (con Antonio Di Meo)  Roma, Eitori Riuniti, 1989
- Louis Althusser, Freud e Lacan, Roma, Editori Riuniti, 1977
- Famiglia italiana, (con Mario Ricciardi), Roma, Donzelli, 2012
- Il futuro è della sinistra liberale, Bologna, Minerva, 2020